# Аксель Рунстрем
Аксель Рунстрем (швед. Axel Runström, 15 жовтня 1883 — 10 серпня 1943) — шведський стрибун у воду, плавець і ватерполіст.
Бронзовий призер Олімпійських Ігор 1908 року, учасник 1912 року.